# Yesterdays (album de Yes)
Pour les articles homonymes, voir Yesterday (homonymie).
Albums de Yes
Relayer
(1974) Going for the One
(1977)
Yesterdays est une compilation du groupe de rock progressif britannique Yes. Cette compilation parait en février 1975 sur le label Atlantic Records. 
Réalisé alors que les membres du groupe commencent à explorer leurs propres projets en solo, l’album est principalement composé de titres issus de leurs deux premiers albums, Yes (1969) et Time and a Word (1970). À ces titres s’ajoutent deux pièces inédites : America et Dear Father.
America, reprise d'une chanson de Simon & Garfunkel, ne figure alors sur aucun album de Yes : elle occupe ici un quart de la durée du disque. Dear Father est la face B du 45 tours intitulé Sweet Dreams, paru en 1970.
Tous les titres de l'album sont interprétés par la formation originale de Yes, avec Peter Banks à la guitare et Tony Kaye aux claviers, à l'exception de America, où jouent leurs remplaçants Steve Howe et Rick Wakeman. L'album est coté trois étoiles sur cinq sur AllMusic.

## Pochette
La pochette est signée Roger Dean. Très colorée, on y retrouve sur sa face recto, en couleur cette fois, le corps nu de la femme qui figurait déjà en noir et blanc, sur la jaquette de l’album Time and a Word. À l’arrière, ce sont deux enfants, nus également, dont l’un d’entre eux urine sur les racines d’un arbre imaginaire. La pochette intérieure, de couleur verte, présente Jon Anderson, Chris Squire, Peter Banks et Tony Kaye, sur une face, et Bill Bruford, Steve Howe, Rick Wakeman et Alan White, sur l'autre face, ce dernier ne jouant toutefois sur aucun des titres de cette compilation.

## America
America est une reprise d’une célèbre chanson de Paul Simon. La version originale, enregistrée en 1968, figure sur l’album Bookends de Simon & Garfunkel.
La chanson est réenregistrée par Yes en 1971. Ce titre est évidemment réinterprété en rock progressif : changements de rythmes, alternance instruments et vocaux, transfigurant le titre original, qui passe de 3:35 à 10:30. Dans une partie de l’introduction, le bassiste Chris Squire joue une ligne de basse en allusion à la célèbre chanson America de la comédie musicale West Side Story composée par Bernstein. Cet enregistrement apparait en 1972 sur le troisième album de compilations du label Atlantic intitulé The New Age of Atlantic. Il sera ensuite intégré à l’album Yesterdays en 1974.
David Foster, crédité pour les chansons Time and a Word et Sweet Dreams est l'ancien bassiste du groupe The Warriors, dont faisait partie Jon Anderson avant Yes.

## Liste des titres
| 1. | America         | Paul Simon                 | The New Age of Atlantic | 10:30 |
| 2. | Looking Around  | Jon Anderson, Chris Squire | Yes                     | 4:00  |
| 3. | Time and a Word | Anderson, David Foster     | Time and a Word         | 4:32  |
| 4. | Sweet Dreams    | Anderson, Foster           | Time and a Word         | 3:50  |

| 1. | Then                                        | Anderson         | Time and a Word | 5:45 |
| 2. | Survival                                    | Anderson         | Yes             | 6:20 |
| 3. | Astral Traveller                            | Anderson         | Time and a Word | 5:53 |
| 4. | Dear Father (Face B du single Sweet Dreams) | Anderson, Squire |                 | 4:21 |

## Musiciens
- Jon Anderson : chant
- Peter Banks : guitares électrique et acoustique (titres 2-8), chœurs
- Steve Howe : guitare électrique (titre 1), chœurs
- Chris Squire : basse, chœurs
- Tony Kaye : piano, orgue Hammond (titres 2-8)
- Rick Wakeman : claviers (titre 1)
- Bill Bruford : batterie, percussions

## Charts
| Pays                          | Durée du classement | Meilleur classement | Date          |
| ----------------------------- | ------------------- | ------------------- | ------------- |
| Canada (RPM)                  | 13 semaines         | 13e                 | 26 avril 1975 |
| États-Unis (Billboard 200)    | 12 semaines         | 17e                 | 12 avril 1975 |
| Royaume-Uni (UK Albums Chart) | 7 semaines          | 27e                 | 23 mars 1975  |